# Polygala nematophylla
Polygala nematophylla är en jungfrulinsväxtart som beskrevs av Arthur Wallis Exell. Polygala nematophylla ingår i släktet jungfrulinssläktet, och familjen jungfrulinsväxter. Inga underarter finns listade i Catalogue of Life.